# Diócesis de Hamhung
La diócesis de Hamhung (en latín: Dioecesis Hameungen(sis) y en coreano: 천주교 함흥교구) es una circunscripción eclesiástica latina de la Iglesia católica en Corea del Norte, sufragánea de la arquidiócesis de Seúl. La diócesis es sede vacante desde el 12 de enero de 1940 y se encuentra impedida por el Gobierno comunista desde 1949.

## Territorio y organización
La diócesis extiende su jurisdicción sobre los fieles católicos de rito latino residentes en la provincia de Hamgyŏng del Norte y parte de las provincias de Hamgyŏng del Sur y Ryanggang.
La sede de la diócesis se encontraba en la ciudad de Hamhung, pero la catedral no pude ser construida debido a la oposición de las autoridades japonesas, por lo que funcionaba desde la abadía de san Benito en Tokwon, sede de la abadía territorial de Tokwon.
En 1961 tenía 13 parroquias.
La persecución de cristianos en Corea del Norte desde 1949 hizo imposible toda actividad eclesiástica en la diócesis. Sin embargo, aunque no se conoce el número de fieles católicos dentro de su territorio, la diócesis sigue formalmente existiendo. El 30 de junio de 1988 el Gobierno norcoreano creó la Asociación Católica Coreana como una Iglesia estatal para control de los católicos en el territorio de Corea del Norte. Sin embargo, no tiene vínculos con la Santa Sede ni existen sacerdotes en el país. La Asociación Católica Coreana dividió el territorio de Corea del Norte en 3 distritos, uno de los cuales es Donghae, que parece cubrir los territorios de la diócesis de Hamhung, la abadía territorial de Tokwon, y la parte norcoreana de la diócesis de Chuncheon.

## Historia
El 22 de agosto de 1910 el Imperio de Corea fue anexado al Imperio de Japón. El vicariato apostólico de Wonsan (Ouen-san) fue erigido el 5 de agosto de 1920 con el breve Concreditum Nobis del papa Benedicto XV separando territorio del vicariato apostólico de Seúl (hoy arquidiócesis de Seúl).
En 1920 la Santa Sede transfirió las áreas de Yanji y Mudanjiang en la provincia de Jilin en China, de la jurisdicción del vicariato apostólico de Manchuria Septentrional al de Wonsan.
El 9 de julio de 1928 mediante el breve Venerabilis frater del papa Pío XI el vicariato apostólico cedió parte de su territorio para la erección de la misión sui iuris de Ilan (hoy prefectura apostólica de Jiamusi) en China.
El 19 de julio de 1928 mediante el breve Ex hac Divi del papa Pío XI cedió parte de su territorio para la erección de prefectura apostólica de Yanji (hoy diócesis de Yanji) en China.
El 12 de enero de 1940 en virtud de la bula Libenter Romanus Pontifex del papa Pío XII, el vicariato apostólico tomó el nombre de vicariato apostólico de Kanko (Kankoensis o Hameungensis) y al mismo tiempo cedió otra porción de territorio para la erección de la abadía territorial de Tokwon. Desde ese día la sede ha sido gobernada por un administrador apostólico.
Cuando la Segunda Guerra Mundial llegó a su fin en 1945 y los japoneses se rindieron en Corea, la diócesis cayó bajo el control de las fuerzas de ocupación soviéticas, ya que quedó al norte del paralelo 38 norte que dividió la península coreana.
El 9 de septiembre de 1948 fue proclamada la República Popular Democrática de Corea. En 1949, 166 sacerdotes y religiosos fueron martirizados en la revolución comunista de Kim Il-sung, por lo que todo el territorio norcoreano quedó privado de sacerdotes católicos. El 25 de junio de 1950 comenzó la guerra de Corea
El 12 de julio de 1950 el vicariato apostólico cambió de nuevo su nombre, tomando el de vicariato apostólico de Hamhung.
El 10 de marzo de 1962 el vicariato apostólico, a pesar de haber estado vacante durante años debido a la guerra y la persecución anticristiana, fue elevado a diócesis con la bula Fertile Evangelii semen del papa Juan XXIII.
Desde 2005 el obispo de Ch'unch'on, hoy Chuncheon en Corea del Sur, es administrador apostólico de la diócesis de Hamhung, pero las actividades religiosas no están permitidas en el territorio, como en todo Corea del Norte.

## Episcopologio

### Vicarios apostólicos
- Bonifatius (Josef) Sauer, O.S.B. † (25 de agosto de 1920-12 de enero de 1940 nombrado abad de la Tokwon)
  - Bonifatius (Josef) Sauer, O.S.B. † (12 de enero de 1940-7 febrero de 1950 falleció) (administrador apostólico)
  - Timotheus (Franz Xaver) Bitterli, O.S.B. † (9 de mayo de 1952-22 de mayo de 1981 retirado) (administrador apostólico impedido)

### Obispos de Hamhung
- - Placidus Ri Tong-ho, O.S.B. (22 de mayo de 1981-21 de noviembre de 2005 renunció) (administrador apostólico impedido)
  - John of the Cross Chang-yik † (21 de noviembre de 2005-28 de enero de 2010 retirado) (administrador apostólico impedido)
  - Luke Kim Woon-hoe (28 de enero de 2010-21 de noviembre de 2020 retirado) (administrador apostólico impedido)
  - Simon Kim Ju-young, desde el 21 de noviembre de 2020 (administrador apostólico impedido)

## Estadísticas
De acuerdo al Anuario Pontificio 2017 la diócesis tenía a fines de 1961 un total de 24 996 fieles bautizados. Posteriormente no se actualizaron las cifras.
| Año                                                                             | Población            | Población | Población      | Sacerdotes | Sacerdotes    | Sacerdotes    | Bautizados por sacerdote | Diáconos permanentes | Religiosos | Religiosos | Parroquias |
| Año                                                                             | Bautizados católicos | Total     | % de católicos | Total      | Clero secular | Clero regular | Bautizados por sacerdote | Diáconos permanentes | Varones    | Mujeres    | Parroquias |
| ------------------------------------------------------------------------------- | -------------------- | --------- | -------------- | ---------- | ------------- | ------------- | ------------------------ | -------------------- | ---------- | ---------- | ---------- |
| 1960                                                                            | 24 996               | 800 000   | 3.1            | 27         | 5             | 22            | 925                      |                      | 39         | 16         | 13         |
| Fuente: Catholic-Hierarchy, que a su vez toma los datos del Anuario Pontificio. |                      |           |                |            |               |               |                          |                      |            |            |            |